# محوطه دره دیمه
محوطه دره دیمه مربوط به دوران پیش از تاریخ ایران باستان است و در شهرستان نورآباد، بخش مرکزی، روستای چشمه رشنو واقع شده و این اثر در تاریخ ۵ آذر ۱۳۸۰ با شمارهٔ ثبت ۴۲۶۱ به‌عنوان یکی از آثار ملی ایران به ثبت رسیده است.